# 南京路 (武汉市)
南京路是中国湖北省武汉市江岸区的一条街道，东南到沿江大道，西北到京汉大道，长3.8公里，中间与洞庭街、鄱阳街、胜利街、中山大道、保华街、江汉一路、江汉二路、吉庆街、铭新街、泰宁街等多条街道相交。靠近长江的一端，与两侧的上海路及青岛路平行；靠近京汉大道的一侧，两侧与保成路及汇通路平行。
以中山大道为界，南京路分为两段。靠近长江的一侧，从沿江大道到中山大道，原属于汉口英租界，名为阜昌街，得名于经营砖茶的俄商阜昌洋行。从中山大道到京汉大道原属华界的模范区，名伟雄路，以地产大亨刘歆生之子刘伟雄之名命名。1946年，两路重新命名为南京路。
今天，南京路两侧仍保留了一些租界时代遗留的欧式建筑。在原英租界内，东南端江边的南京路2号为横滨正金银行大楼，2006年作为汉口近代建筑群的一部分列为全国重点文物保护单位。